# 馬特·貝文
马修·格里斯沃尔德·貝文（Matthew Griswold Bevin；1967年1月9日—）是美國的一位商人和政治人物。黨籍是共和黨。馬特·貝文自2015年12月8日開始擔任第62任肯塔基州州長，他是肯塔基州二戰以來的第三位共和黨州長。他出生在科羅拉多州丹佛，成長於新罕布夏州。1989年，貝文進入美國陸軍服役四年，並取得了上尉軍銜。退役之後他成為一名商人。